# Malassezia dermatis
Malassezia dermatis Sugita, M. Takash., A. Nishikawa & Shinoda – gatunek grzybów należący do rzędu Malasseziales.

## Systematyka
Pozycja w klasyfikacji według Index Fungorum: Malassezia, Malasseziaceae, Malasseziales, Incertae sedis, Malasseziomycetes, Ustilaginomycotina, Basidiomycota, Fungi.
Uwagi taksonomiczne: Wyizolowany został w 2002 r. na wyspie Honsiu ze zmian skórnych spowodowanych przez atopowe zapalenie skóry u ludzi.

## Charakterystyka
Na podłożu LNA po 7 dniach w temperaturze 32 °C, komórki wegetatywne są kuliste, jajowate lub elipsoidalne o wymiarach (2-8) × (2-10) μm. Kultura jest półbłyszcząca, matowa, o gładkich krawędziach. Teleomorfa nieznana.
M. dermatis podobny jest do Malassezia furfur. Rozróżnić je można tylko metodami biologii molekularnej. Najbardziej wiarygodną i najprostszą metodą identyfikacji M. dermatis jest analiza sekwencji regionów D1 i D2 26S rDNA lub regionów ITS.
M. dermatis wraz z innymi gatunkami rodzaju Malassazis wykryty został u ludzi z atopowym zapaleniem skóry w Japonii. Dalsze badania powinny zbadać, czy ten mikroorganizm jest odpowiedzialny za atopowe zapalenie skóry lub inne choroby skóry i czy jest specyficzny dla Japonii.